# Aliağa

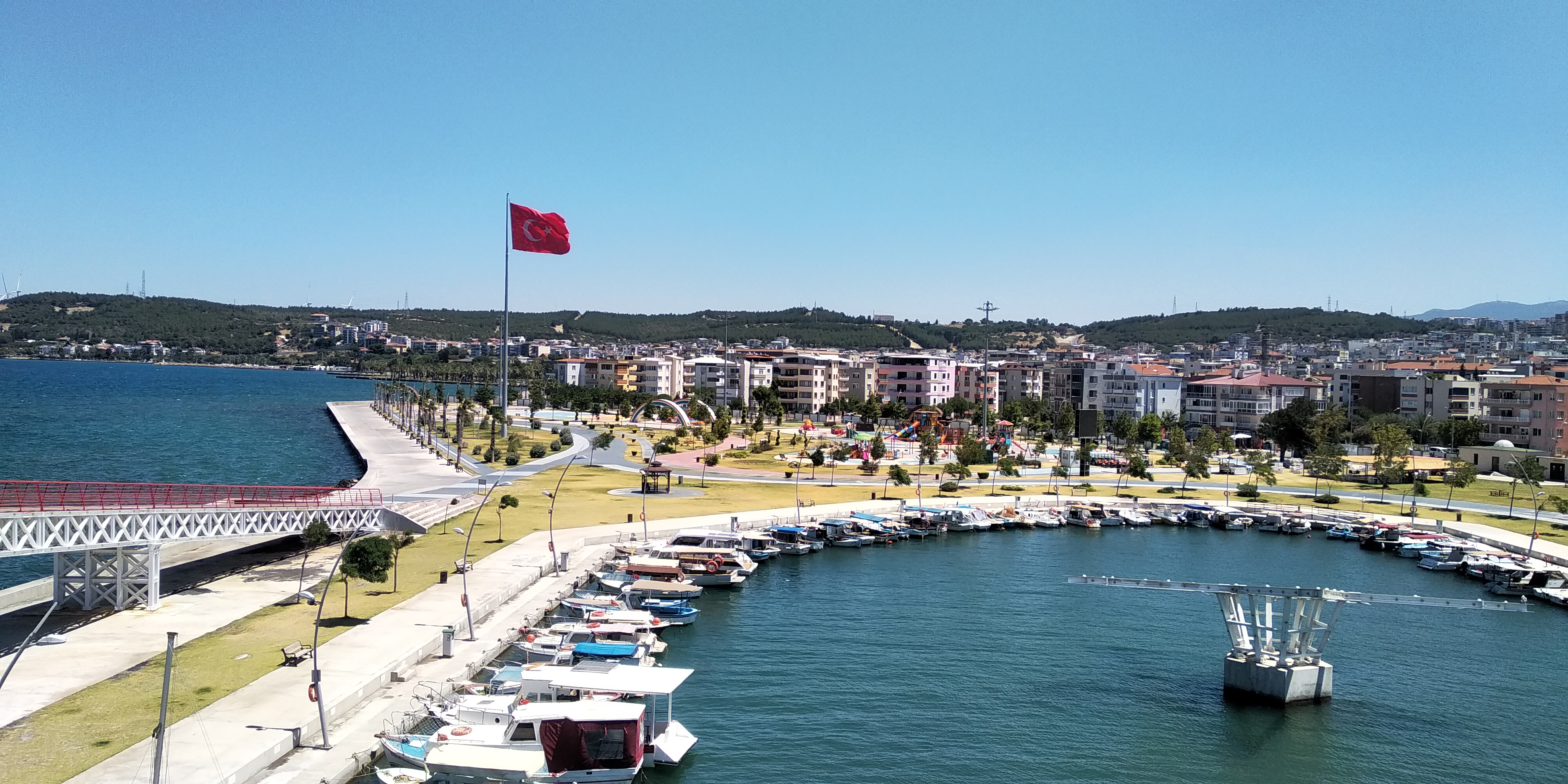

Aliağa ist eine Stadtgemeinde (Belediye) im gleichnamigen İlçe (Landkreis) der Provinz Izmir in der türkischen Ägäisregion und gleichzeitig ein Stadtbezirk der 1984 gebildeten Büyükşehir belediyesi İzmir (Großstadtgemeinde/Metropolprovinz). Seit der Gebietsreform ab 2013 ist die Gemeinde flächen- und einwohnermäßig identisch mit dem Landkreis. 1952 erhielt sie den Status einer Stadtgemeinde (Belediye).
Der Kreis/Stadtbezirk liegt etwa 50 km nördlich des Zentrums von İzmir und grenzt im Osten an die Provinz Manisa. Er wurde 1982 durch das Gesetz Nr. 2585 gebildet und zwar aus Teilen der Kreise Bergama (5 Dörfer), Foça (2) und Menemen (11 Dörfer und die beiden Belediye Helvacı und Aliağa).
(Bis) Ende 2012 bestand der Landkreis neben der Kreisstadt aus der Stadtgemeinde (Belediye) Yenişakran sowie 18 Dörfern (Köy), die während der Verwaltungsreform 2013/2014 in Mahalle (Stadtviertel/Ortsteile) überführt wurden. Die elf Mahalle der Kreisstadt blieben unverändert bestehen, während die zwei Mahalle von Yenişakran zu einem Mahalle vereint wurden. Durch diese Herabstufungen stieg die Anzahl der Mahalle auf 30. Ihnen steht ein Muhtar als oberster Beamter vor.
Ende 2020 lebten durchschnittlich 3.375 Menschen in jedem Mahalle, 22.484 Einw. im bevölkerungsreichsten (Yeni Mah.), gefolgt von Siteler Mah. (13.611) und Bahçedere Mah. (10.237).
Eine Öl-Raffinerie, mehrere Schiffsabbruchbetriebe und der Tourismus sind die wichtigsten wirtschaftlichen Standbeine Aliağas. Rund fünfzehn Kilometer nördlich von Aliağa liegen die Überreste der antiken aiolischen Stadt Myrina, etwa sechs Kilometer südlich die Ruinen von Kyme, 13 km östlich diejenigen von Tisna sowie 20 km östlich diejenigen von Aigai. Etwa 12 km östlich der Stadt befindet sich die Güzelhisar-Talsperre.